# Juan de Colonia
Este artículo trata sobre el arquitecto gótico; para el santo dominico alemán homónimo, véase Juan de Colonia (santo).

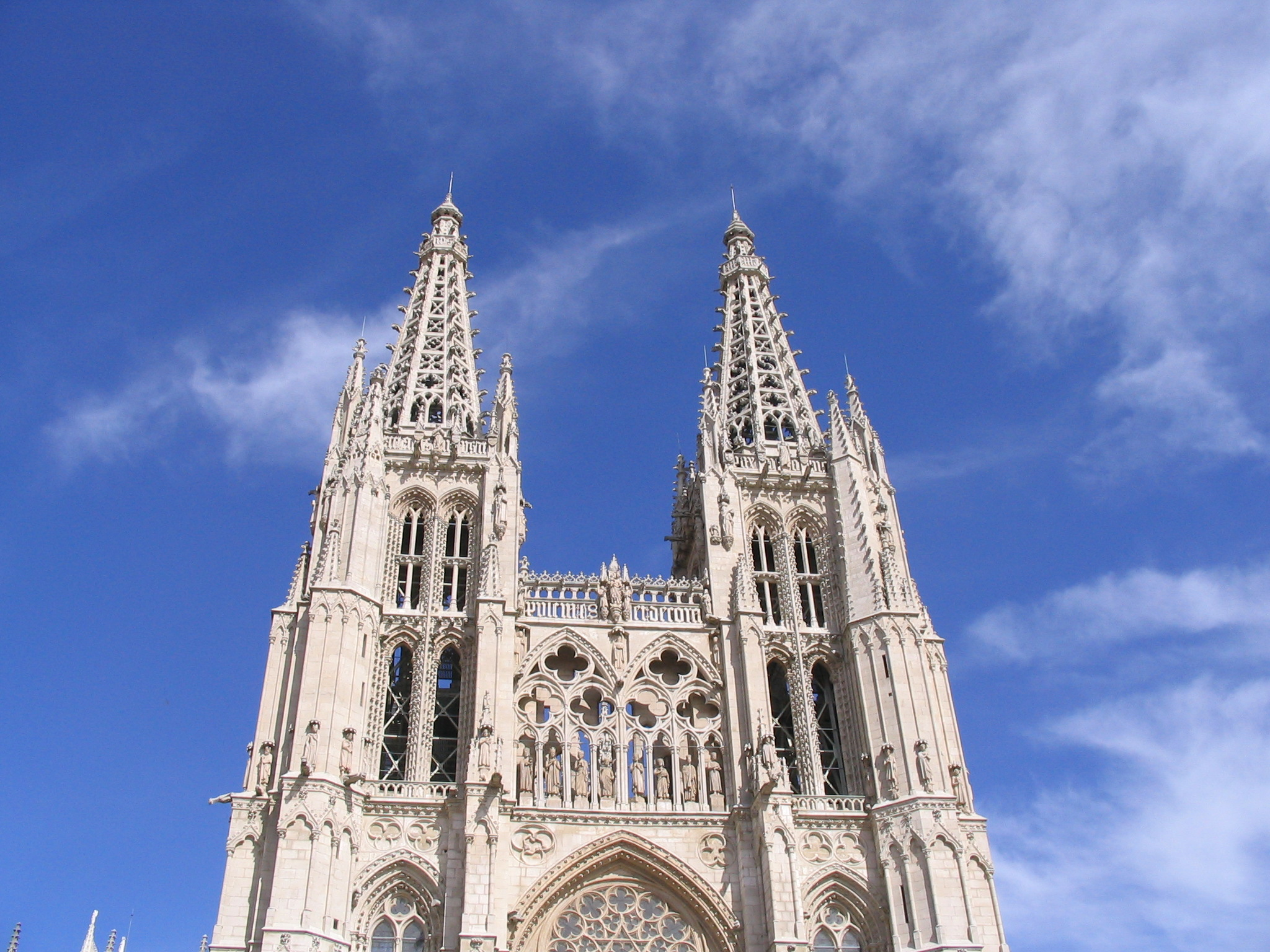
Las agujas que coronan las torres de la catedral de Burgos son obra de Juan de Colonia.

Juan o Hans de Colonia (Colonia, ca. 1410 - Burgos, 1478) fue un arquitecto alemán, que introdujo en Castilla el estilo gótico flamígero. Se le considera, junto a Enrique Egas, el representante más destacado del mismo en España. Fue padre y abuelo, respectivamente, de los también arquitectos Simón y Francisco de Colonia.

## Apunte biográfico
Se ignora el año y lugar de nacimiento de Juan de Colonia, aunque tradicionalmente se ha supuesto que su apellido indica su origen alemán. Vicente Lampérez y Romea supuso que nació en 1410, sin documentación que lo avale; otros autores la sitúan hacia 1420.
También es tradición (recogida por el padre Flórez, Ponz, Ceán Bermúdez, Llaguno) que Juan de Colonia fue a Burgos enviado o acompañando al obispo Alonso de Cartagena a su regreso del Concilio de Basilea, para ocuparse de las obras de la catedral.
En 1442 le registra ya como cofrade de San Cosme un documento coetáneo que guarda esta parroquia.
Casó en España con la burgalesa María Fernández, hija del maestro de cantería Juan Fernández (que había trabajado para el convento de San Pablo y nieta de Martín Fernández, que fue maestro de la catedral.“Este matrimonio contribuyó a que, en su persona, quedaran unidas dos grandes cuadrillas de canteros: la de su suegro, que representaría la tradición, y la suya, que se mostraría como ejemplo de renovación”.
Dejó seis hijos, Simón y Diego, arquitectos; Fernando, Leonor y otros dos menores de edad a la muerte de su padre.
Tuvo su domicilio en el barrio de La Vega, extramuros de la ciudad.
Murió hacia 1476/78. Colonia fue enterrado bajo las losas centrales del arco de ingreso a la capilla de la Visitación de la catedral de Burgos.
En la documentación del archivo de la catedral de Burgos aparece con frecuencia, con la denominación de “maestro cantero”, en documentos de compra venta de tierras o bien como testigo en pleitos; lo cual nos dice de la posición acomodada que gozó en vida.

## Sociedad y estilo
La ciudad de Burgos -una ciudad entonces de unos 20.000 a 25.000 habitantes -vivía una época de pujanza económica: una nobleza de las más ricas de la Corona castellana, rentas catedralicias elevadas y un poderoso grupo de mercaderes enriquecidos gracias al comercio lanero. La existencia de personalidades destacadas como los obispos don Alonso de Cartagena (obispo de Burgos entre 1435 y 1456) y don Luis de Acuña (id entre 1456 y 1495), que promueven y acogen la llegada de nuevos artistas, dio como resultado una verdadera edad de oro del arte burgalés.
De todos era conocido -según narra la Crónica incompleta de los Reyes Católicos- “que Burgos es de tan grandes mercaderes poblada, que a Venecia y a todas las ciudades del mundo sobrepasa en el trato así con flotas por la mar como por grandes negocios de mercaderías por la tierra, en estos reinos y en muchas partes del mundo...”.
Cuando Alonso de Cartagena trajo un artista extranjero sabía bien lo que quería y hacía. Quería una calidad artística nueva que no se encontraba en la arquitectura gótica española anquilosada en la reiteración de fórmulas consagradas en el siglo XIII. Quería modernizar su recién estrenada sede; necesitaba subrayar su ciudad, mediante el engrandecimiento de la catedral. Las pautas las había visto con claridad durante sus viajes por el área germana, y nadie mejor que un arquitecto alemán, Juan de Colonia, para llevar a término su idea.
La ventaja de los territorios germanos frente a los países vecinos, al mediar el siglo XV, se debía a que se habían mantenido al margen de la Guerra de los Cien Años (1339-1453) y habían logrado articular una gran organización de constructores, algo que había sido imposible en las zonas afectadas por la conflagración anglofrancesa.
Juan de Colonia introdujo en Burgos las formas germanas del último gótico -impregnadas del gusto flamenco-, lo que supuso la renovación del gótico francés imperante hasta entonces en la obra catedralicia.
Las novedades de esta arquitectura se centraban en aspectos decorativos –un decorativismo delicado y minucioso que daba a las obras una laboriosidad de orfebre-, pericia técnica y aspectos como el concepto espacial germánico (tendencia a los espacios dilatados, abiertos, de impresionante trazado). Las capillas centralizadas cubiertas con una gran bóveda estrellada fueron una gran aportación a la arquitectura castellana y tuvieron un amplísimo eco en la arquitectura de la época. Su enorme genio técnico fue capaz de crear en su derredor una escuela de canteros y maestros, que llegó a su plenitud en los años finales de la centuria con su hijo Simón y el grupo de oficiales que se formaron con él y que le auxiliaron en muchos de sus trabajos.

## Obras

### Catedral de Burgos

#### Agujas de las torres

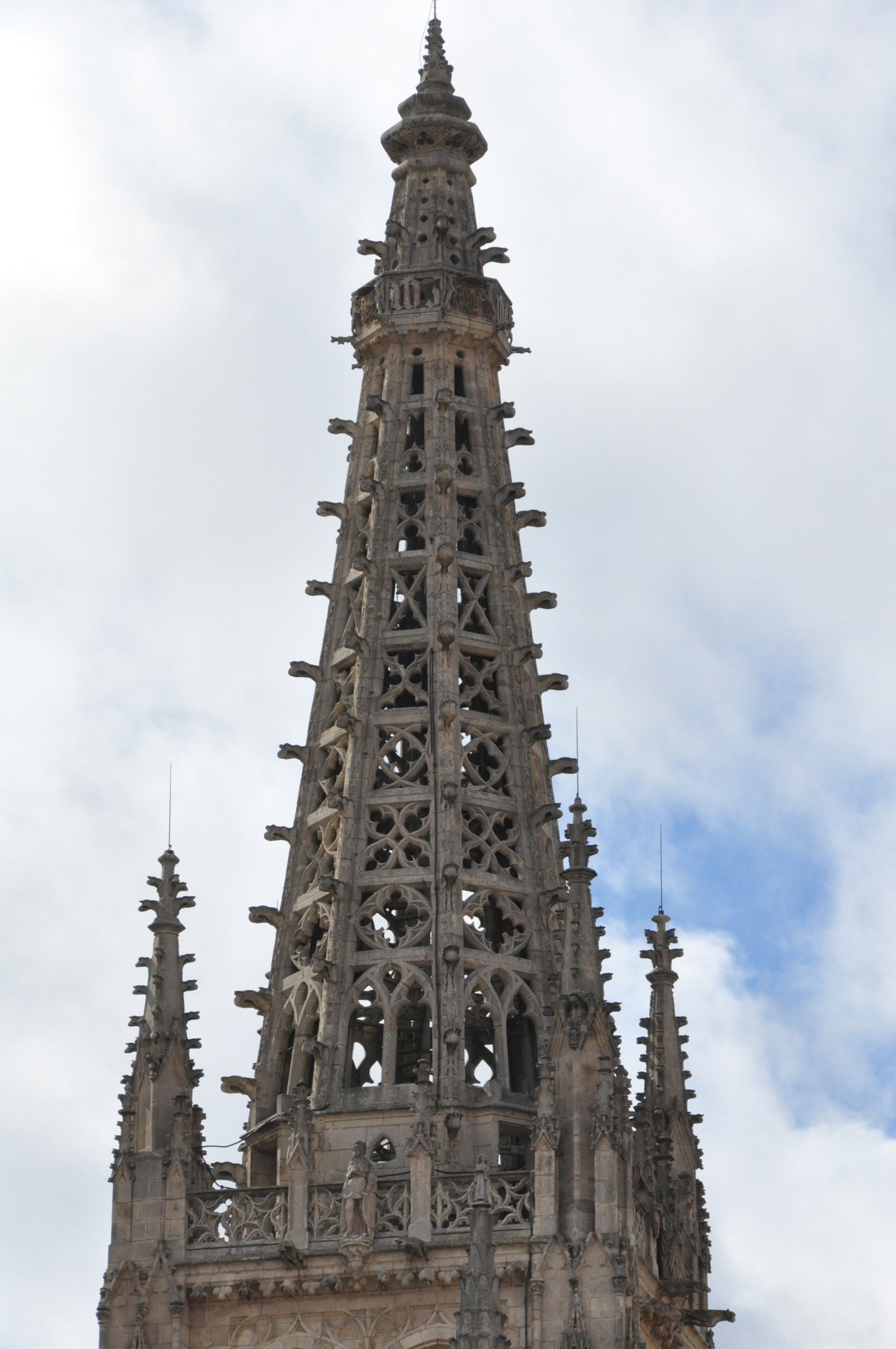
Una de las agujas que coronan las torres de la catedral de Burgos, obra de Juan de Colonia.

Entrado ya el siglo XIII, se desarrolla la tipología de las torres rematadas mediante agujas o flechas caladas que, no siendo necesarias en estricto sentido, respondían a la voluntad de hacer presente la importancia de las catedrales, el poder de sus comitentes y la pericia de sus constructores, convirtiendo a aquellas en las auténticas dueñas del paisaje y del horizonte urbano.
Juan de Colonia, en Burgos, comenzó por elevar en las torres otro cuerpo prismático sobre el existente y por medio de cuatro trompas preparó una plataforma cuadrada y con hueco octogonal en el centro. Sobre ella asentó la aguja en forma de pirámide de ocho caras; rodeó la plataforma con un antepecho calado y apoyado en cuatro grandes pináculos,y adornó todo con inscripciones, estatuas y escudos.
Cada aguja, realizada en piedra caliza de Hontoria, forma una pirámide octogonal de 3 metros de lado en la base y 28 de alto (actualmente). Se compone de 8 bandas caladas, de variada tracería,en forma de tronco de pirámide y de cuyas aristas salen hojas alargadas y grandes cardinas. La aguja tiene un zócalo macizo y a los 20 metros de altura se alza un balconcillo con fines decorativos; por encima, continua la pirámide terminando en una moldura con un pináculo sobre el que existieron en tiempos de Juan de Colonia sendas estatuas de San Pedro y San Pablo.
En el folio 1º del “libro redondo” de la Catedral del año 1442 consta que el martes 18 de septiembre fue puesta la primera piedra de las torres “que agora nuevamente se facen en la eglesia”. Y en el volumen 37 en el día 4 de septiembre se dice: “Este día se acabaron de facer las torres que están sobre la puerta real, año del Señor de 1458”.
Su construcción absorbió grandes sumas de dinero. Costeada en principio por el Obispo Alonso de Cartagena tuvo generosas aportaciones dinerarias por parte del Concejo burgalés, llegando todos a solicitar al Papa recursos para terminar la Catedral. El Fabriquero de la Catedral, -el encargado de proveer el dinero a la Obra-, fue hasta 1450 don García Alonso, tesorero de la Catedral y mayordomo de don Pablo de Santa María, y de don Alonso de Cartagena.

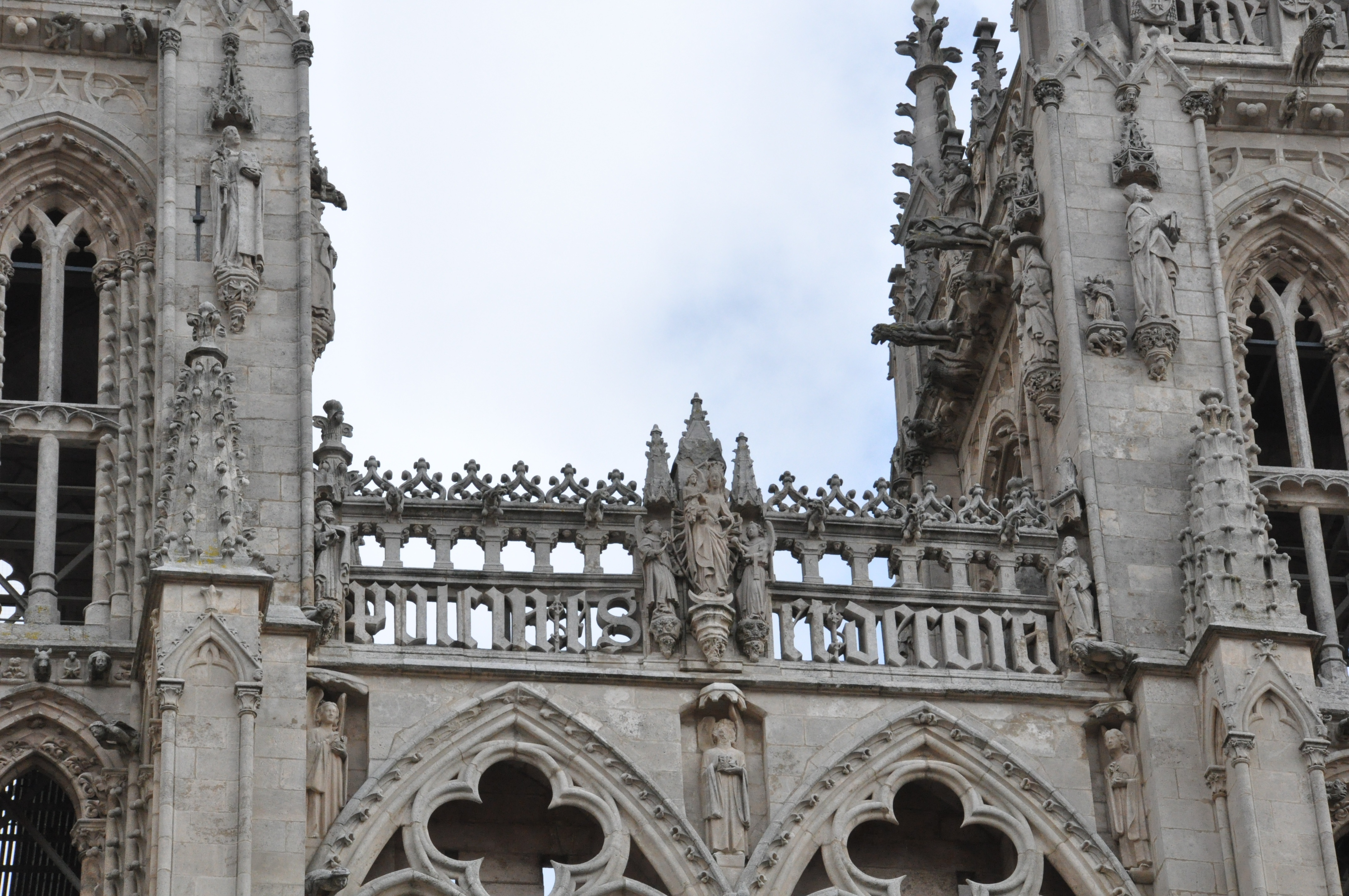
Remate de la parte central de la fachada dedicada a la Virgen de la catedral de Burgos; obra de Juan de Colonia.

Las más espléndidas construcciones del género, las más famosas agujas del estilo flamenco-alemán, -las de Estrasburgo (formada por un alto cuerpo prismático octogonal flanqueado por cuatro torrecillas y coronada por aguja calada), Friburgo (pirámide calada sobre cuerpo octogonal), o la Frauenkirche de Esslingen (con un balconcillo en su parte alta similar al de las agujas de Burgos), se construyeron en el último tercio del siglo XIV y primera mitad del XV. Dado que Juan de Colonia debió residir en Dijon antes de 1440, ocupado en las obras de los duques de Borgoña, pudo beber en las fuentes de la arquitectura flamenco-alemana, y no es atrevido suponer que conociese e incluso hubiese trabajado en la construcción de alguna de ellas.
Cuando la realización de estas obras, termina también la parte central de la fachada dedicada a la Virgen con una decoración escultórica y con la frase “Pulcra es et decora”.

#### Cimborrio
Una vez terminadas las agujas de las torres Juan de Colonia comenzaría con la construcción del cimborrio.
El barón de Rosmithal, que visitó Burgos hacia 1465, escribía que la basílica tenía “dos elegantes torres construidas con piedras talladas y se edificaba otra tercera cuando nosotros la visitamos”. “Un escritor anónimo, el continuador del catálogo del señor Maldonado, nos ha dejado, como testigo ocular, la descripción de aquella admirable obra. Era, dice, elevadísimo; “in auras evexit”: era de piedra, adornado con muchas efigies, y remataba en ocho pirámides, labrado todo con mucho arte y delicadeza: “affabré constructum” (L. 70)”.
Aparte de estos testimonios literarios, se desconoce su aspecto. La noche del 3 al 4 de marzo de 1539 se derrumbó por completo, con gran estrépito.

#### Capilla de la Visitación

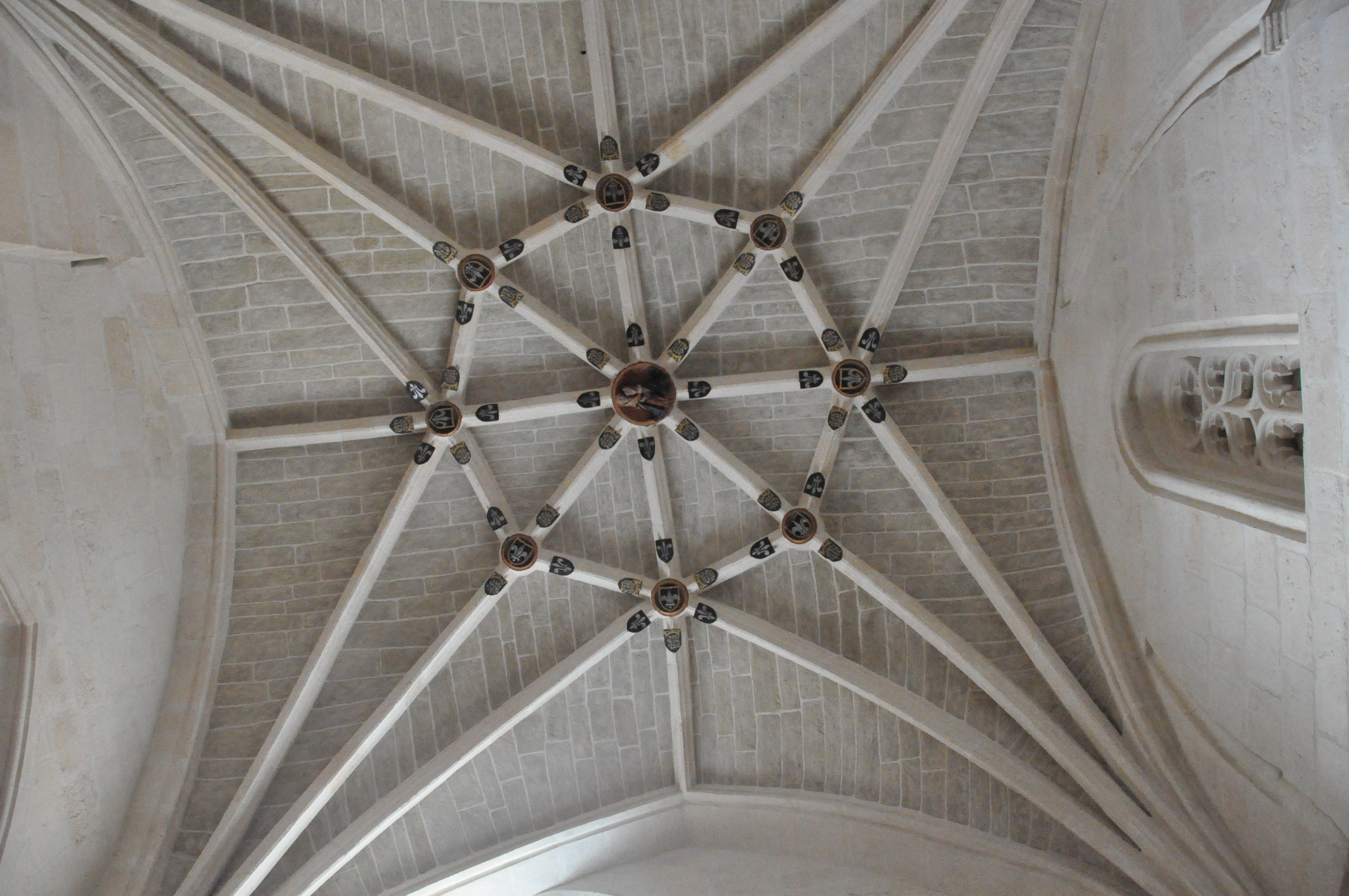
Una de las bóvedas de la Capilla de la Visitación; probable diseño de Juan de Colonia

El año 1440, a su vuelta del Concilio de Basilea, el obispo Alonso de Cartagena mandó realizarla para su enterramiento. Fue terminada en 1442, año del inicio de la construcción de las agujas de las torres.
Es sencilla y de reducidas dimensiones; de dos tramos, cubierto uno con bóveda de terceletes y el de la cabecera con curiosa bóveda de crucería, destaca por su emplazamiento principal,-se eligió el que se creía uno de los más notables dentro del interior de la iglesia-,por su modo de disponer exenta su sepultura (se trata de uno de los primeros ejemplos de esta disposición, que luego sería imitada por personajes importantes) y por su fábrica de espacio unitario.
La capilla ha sido atribuida a Juan de Colonia. Sin embargo, la arquitectura de la capilla es difícilmente asociable a la arquitectura alemana. En realidad, la arquitectura de la capilla de la Visitación refleja un conocimiento de los proyectos desarrollados en el eje Burgos-Palencia durante la década de los años treinta del siglo XV.
Con ella se inició una serie de ámbitos funerarios, que a lo largo de este siglo y del siguiente, modificarían significativamente la Catedral. En su interior, adosados a los muros, un gran conjunto de sepulcros, en los que reposan familiares y servidores del obispo, realzados por un conjunto de tallas realizadas por el taller de escultores de Juan de Colonia.

#### Antepecho del triforio

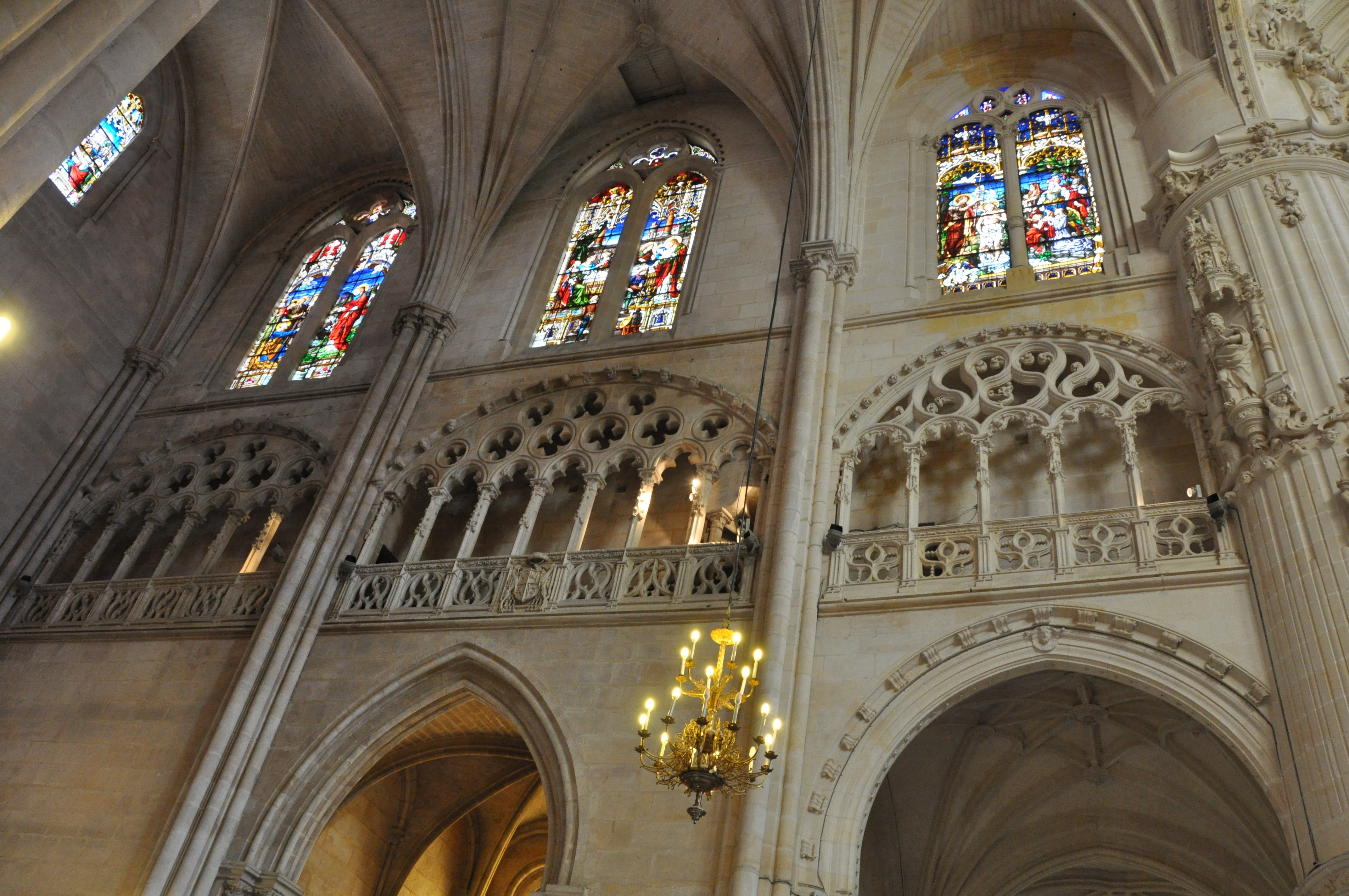
Triforio de la catedral de Burgos; antepecho y adornos obra de Juan de Colonia.

La impresión espacial que produce la catedral de Burgos viene determinada, en gran parte, por la originalidad de los triforios.
Presentan formas ornamentales que se despliegan con regularidad por las superficies de los muros y crean, a causa de la forma de sus aberturas, una impresión de enrejado.

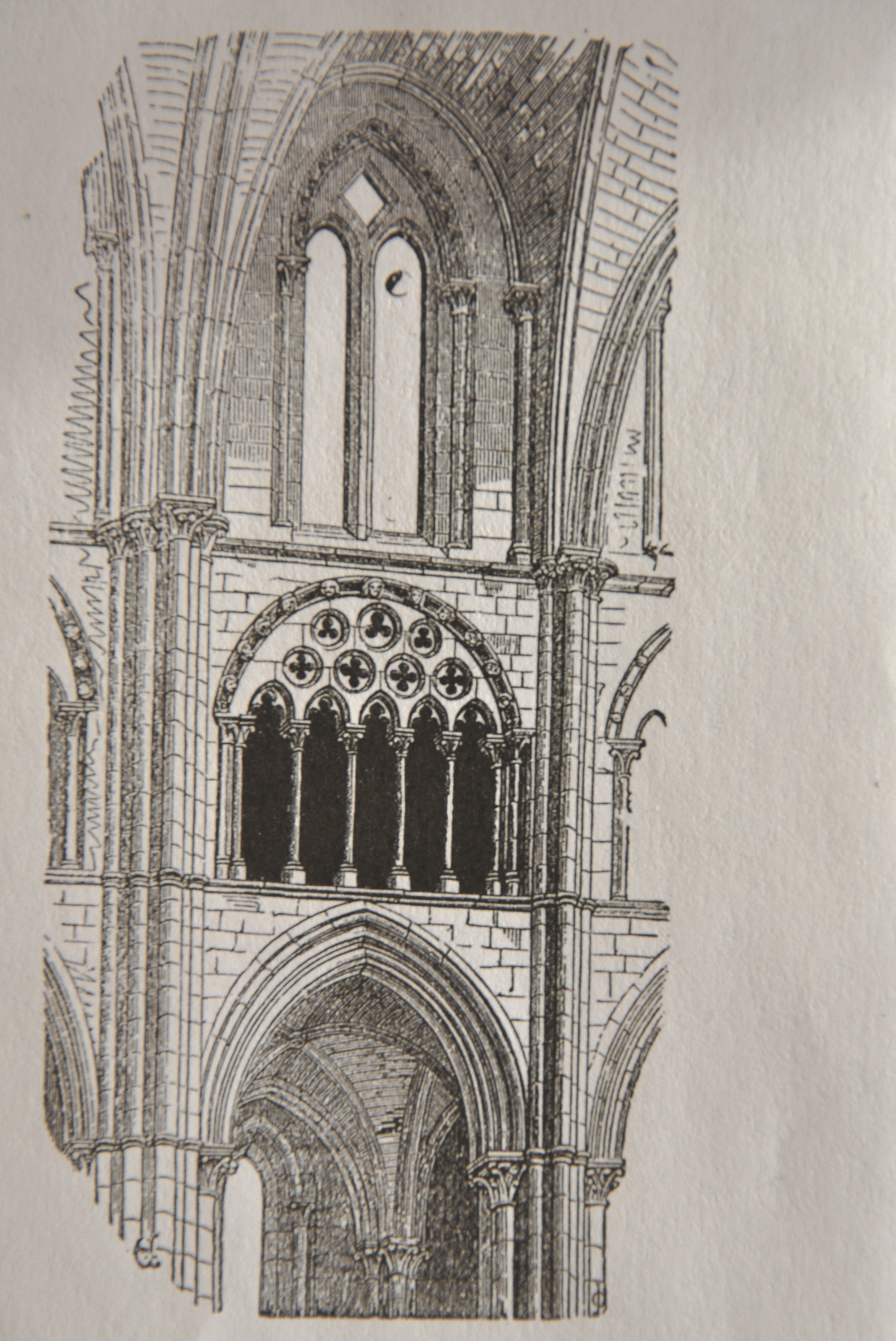
Triforio de la Catedral de Burgos antes de la intervención de Juan de Colonia, según Street.

En cada tramo, un único arco (ojival, de medio punto o segmentado) llega a cubrir, a manera de marco, hasta siete arcadas de triforio, dependiendo su forma únicamente de la amplitud de este. El marco encierra un conjunto de losas caladas, con tri y tetralóbulos, que cargan sobre arcos apoyados en columnillas, con pináculos adheridos a sus fustes. Juan de Colonia fue el encargado de dotar el frente del ventanal de antepechos de labores flamígeras donde destacan en sus centros el escudo del Obispo don Luis de Acuña.
En su ejecución primitiva, limpias las columnas de las pesadas adherencias y libres los ventanales de antepechos, componían una silueta de notable sencillez que armonizaba con los demás elementos góticos del período clásico, mostrando, según Henrick Karge, claramente su inspiración en los de la catedral de Bourges [Francia].
La altura del triforio se mantiene constante a lo largo de los muros de la catedral.
Dada su forma, y los escudos del obispo Acuña, se supone que balaustradas y antepechos se construyeron hacia 1458, una vez terminadas las agujas de las torres.

#### Capilla de la Concepción
El 17 de abril de 1477 se cedió al Obispo Luis Acuña el sitio para que edificase una capilla para su enterramiento.
En 1488 se había ya concluido la obra; siendo Juan de Colonia maestro de la Catedral cuando se comenzó a construir parece verosimil la tradición que considera que a él se debe el proyecto y comienzo de las obras. La capilla la terminó su hijo Simón.

### Cartuja de Miraflores

#### Planos e inicio obras
Mediado el mes de octubre de 1452 un terrible incendio destruyó los palacios de Miraflores donde se habían establecido unos cuantos monjes cartujos. El rey Juan II acordó la erección de un nuevo monasterio y confió el trazado de los planos a Juan de Colonia. No se dejó la disposición que hubiera de tener la casa a la iniciativa del arquitecto sino que se le marcó por un documento.
El trazado de los planos de la Cartuja le supuso a Juan de Colonia 3.350 maravedíes.
Las obras, por falta de recursos, se paralizaron por completo en 1464; se habían realizado 24 celdas de los monjes, la cocina, el refectorio, los claustros, y 4 capillas; de la iglesia no se había levantado más que una parte de los muros del Evangelio y de la Epístola. Cuando Simón Colonia cerró las bóvedas de la iglesia, en 1488, su padre Juan ya había muerto

### Especulaciones
Debió construir otras muchas edificaciones en la zona burgalesa, pues residió allí más de cuarenta años, tuvo gran fama y la protección de los obispos Cartagena y Acuña. ¿Cuales pudieron ser estas construcciones? ¿Alguna de las capillas del convento de San Pablo? ¿El convento de las monjas de San Ildefonso anejo a San Lesmes? ¿La iglesia del monasterio de San Juan de Burgos?. ¿Obras en el Monasterio de Cardeña? ¿La capilla para Panteón Real de la Corona de Castilla en el Monasterio de San Salvador de Oña?[cita requerida]

## Reconocimientos
El CIFP Juan de Colonia (Burgos) lleva su nombre.